# Železniční stanice Kirjat Chajim
Železniční stanice Kirjat Chajim (hebrejsky: תחנת הרכבת קרית חיים, Tachanat ha-rakevet Kirjat Chajim) je železniční stanice na pobřežní železniční trati v Izraeli.
Leží v Haifském zálivu v nadmořské výšce okolo 10 metrů na severu Izraele, na severovýchodním okraji města Haifa, ve čtvrti zvané Kirjat Chajim, respektive na rozmezí jejích dvou podčástí, Kirjat Chajim Ma'aravit a Kirjat Chajim Mizrachit (součást lidnaté konurbace satelitních měst Haify zvaných Krajot). Je situována v ulici Alexander Zaid, nedaleko od třídy Sderot Achi Ejlat. V okolí se nacházejí obytné distrikty, jihozápadně odtud také stojí Stadion v Kirjat Chajim a dál k jihu velká průmyslová zóna.
Stanice je obsluhována autobusovými linkami společnosti Egged. K dispozici jsou parkovací místa pro automobily, veřejný telefon a automat na nápoje.